# Hendrik Willem Rappard
Hendrik Willem Rappard (Schenkenschans, 24 januari 1748 - Huissen, 12 augustus 1833) was een Nederlandse raadsheer en burgemeester.

## Leven en werk
Dr. Rappard was een zoon van Hendrik Anton Rappard en van Hetwich Louise Gravius. Hij studeerde rechten en promoveerde in 1770 aan de Universiteit Leiden. Hij werd lid van de magistraat van Nijmegen. In 1795 was hij lid van de Staten (Provisionele Representanten) van het Kwartier van Nijmegen en maakte daarmee deel uit van het het algemeen bestuur over Gelderland als geheel. Van 1795 tot 1797 maakte hij deel uit van het provinciaal college van Politie, Financie en Algemeen Welzijn van Gelderland. Van 1802 tot 1805 was hij lid van het departementaal bestuur van Gelderland. Van 1807 tot 1808 was hij een van drie burgemeesters van Nijmegen. Van Rappard was van 1797 tot 1802 en van 1805 tot 1810 rentmeester van het rentambt Nederrijkswald. Van 1800 tot 1802 en van 1805 tot 1810 bekleedde hij dezelfde functie in het rentambt Nijmegen. Hij werd benoemd tot raadsheer in het hof van Gelderland
Rappard trouwde in september 1801 te Kassel met Wilhelmina Albertine baronesse von Kruse, dochter van Leopold von Kruse. Hij overleed in 1833 in Huissen op 85-jarige leeftijd.